# Wes Montgomery
Wes Montgomery (Indianapolis, Indiana, 1923. március 6. – Indianapolis, 1968. június 15.) amerikai dzsesszgitáros.

## Pályakép
A modern dzsessz nagy hatású gitárosa volt.
Az 1940-es évek végén kezdte a szakmát. Woody Herman nagyzenekarában két évig volt tag, de ott alig vették észre. Bár autodidakta volt, megújította a gitározásjátékot továbbfejlesztve Django Reinhardt technikáját.
A legjobb kisegyüttesek élén volt. A hatvanas évek közepén divatos, könnyed hangvételű lemezeket készített.
Szívroham következtében halt meg.

## Gitárjának hangolása
Montgomery speciális hangolású gitáron játszott: a két felső húrt (H illetve E) fél hangokkal feljebb állította. Gitárjának hangolása tehát a következő volt: E-A-D-G-C-F. Ennek a hangolásnak az előnye főleg a széthúzott, bonyolult gitárakkordok egyszerűbb, könnyebb fogásában nyilvánult meg. 

## Lemezeiből
- Fingerpickin’ (Pacific Jazz 1958; Buddy & Monk Montgomery)
- Kismet: 1958
- The Montgomery Brothers: 1958
- Montgomeryland: 1958
- A Good Git-Together: 1959
- The Wes Montgomery Trio: 1959
- The Incredible Jazz Guitar of Wes Montgomery: 1960
- So Much Guitar: 1961
- Full House (1961)
- Portrait of Wes (1962)
- Fusion! (Riverside 1963)
- Movin’ Wes (Verve Records 1965)
- Smokin’ at the Half Note (Verve Records 1966)
- Impressions – The Jazz Sides of Wes Montgomery (Verve-Kompilation 1965–66)
- Greatest Hits(A&M Tape 1968/1970)
- Echoes of Indiana Avenue  1957/58 ed. 2012)
- One Night in Indy (Resonance ed. 2016)